# ユーフラテスとチグリスの地
『ユーフラテスとチグリスの地』（アラビア語: أرض الفراتين）は、サッダーム政権下におけるイラクの国歌。
1981年から2003年にかけて使用された。